# Sorrento (Italië)
Sorrento is een stad in de Italiaanse regio Campania, onderdeel van de metropolitane stad Napels. De plaats is gelegen op het schiereiland Sorrentina aan de Golf van Napels. Ooit was de republiek Amalfi een concurrent van machtige steden als Genua en Pisa.
Samen met Piano di Sorrento, Sant'Agnello en Meta vormt Sorrento een agglomeratie met bijna 50.000 inwoners. De plaatsen liggen op een tufstenen plateau dat zich enkele tientallen meters boven de zeespiegel verheft. Sorrento was een van de eerste toeristenoorden in Italië. Behalve het toerisme zijn ook de citroenplantages, wijnbouw en voedingsmiddelenindustrie belangrijk voor de stad.
Het klimaat is mild en er zijn veel bezienswaardigheden in de omgeving zoals Pompeï, Napels en het eiland Capri.

## Geschiedenis
In de Romeinse tijd stond Sorrento bekend onder de naam Sorrentum. In 6 n.Chr. stuurde Augustus zijn kleinzoon Marcus Vipsanius Agrippa Postumus hiernaartoe om politieke redenen en wegens zijn karakterfouten.

## Bezienswaardigheden
- Marina Grande, de haven van Sorrento
- Marina Piccola, kleine haven van Sorrento van waaruit de ferries vertrekken
- oude scheepswerf uit de 12e eeuw en het standbeeld van Flavio Gioia, de uitvinder van het kompas
- Piazza Tasso, centraal gelegen plein in Sorrento
- parkje van de Villa communale met een goed uitzicht mogelijk op de baai van Napels met de Vesuvius dominant op de achtergrond
- Via San Cesareo, winkelstraat in Sorrento
- Museum Correale (Museo Correale di Terranova), het museum heeft een kleine archeologische afdeling
- Museo-Bottega della Tarsia Lignea, museum over inlegwerk in hout

## Monumenten
- Cattedrale dei Santi Filippo e Giacomo, de kathedraal van Sorrento uit de 14de eeuw met een façade uit 1924. De kathedraal - gelegen boven aan een lange trap - is een samenstelsel van diverse stijlen waaronder Moors, Siciliaans, barok, gotisch en romaans. De 11e-eeuwse bronzen deur is afkomstig uit Constantinopel.[2]
- Chiesa dei santi Felice e Baccolo, kerk
- klooster San Francesco uit de 14de eeuw
- Romeinse ruïnes op de Punta del Capo

## Sport
Sorrento Calcio is de voetbalclub van Sorrento.

## Verkeer en vervoer
Sorrento is met de auto bereikbaar vanaf Napels via de A3 en de SS 145. De dichtstbijzijnde luchthavens zijn de luchthaven Salerno Costa d'Amalfi in Salerno en de Luchthaven Napels in Napels. Sorrento beschikt over een treinstation waar de Circumvesuviana (de trein van Napels via Ercolano en Pompeï naar Sorrento) haar eindpunt heeft.
Sorrento is ook bereikbaar met een veerverbinding en draagvleugelboot vanaf Napels (vanuit de havens Mergellina en Molo Beverello), Positano, Amalfi en Capri.

## Geboren of overleden in Sorrento
- Antoninus van Sorrento (555 of 556 - 625), Italiaanse heilige en kluizenaar
- Heilige Baculus van Sorrento, bisschop
- Antonius Agellius (1532 – 1608) bisschop van Acerno
- Torquato Tasso (1544-1595), Italiaanse dichter
- Antonino Sersale (1702-1775), kardinaal-aartsbisschop
- Sylvester Shchedrin (1791 – 1830), Russische landschapsschilder
- Raffaele Lauro (born 1944 in Sorrento), politicus (lid van de Italiaanse senaat), journalist en auteur

## Trivia
- De Duitse filosoof Friedrich Nietzsche verbleef in 1876 zes maanden in Sorrento. Hij schreef Menschliches, Allzumenschliches ('Menselijk, al te menselijk') in de stad.
- De Russische auteur en politiek-activist Maxim Gorky leefde gedurende zijn tweede ballingschap (1921-1928) in Sorrento
- Het Napolitaanse lied Torna a Surriento gaat over Sorrento en is geschreven door de gebroeders Ernesto en Giambattista de Curtis.